# Ephesto (catch)
Mephisto, né le 10 juin 1965 à Gomez Palacio, est un Luchador mexicain masqué (ou lutteur professionnel) travaillant au sein de la Consejo Mundial de Lucha Libre.

## Carrière

### Ephesto (2007–...)
Le 15 juillet, lui, Averno et Mephisto battent La Sombra, Máscara Dorada et La Máscara et remportent les CMLL World Trios Championship.

## Palmarès
- Asistencia Asesoría y Administración
  - 1 fois Mexican National Tag Team Championship avec Latin Lover

- Consejo Mundial de Lucha Libre
  - 1 fois CMLL World Light Heavyweight Championship
  - 1 fois CMLL World Trios Championship avec Averno et Mephisto
  - 3 fois Mexican National Trios Championship avec Olimpico and Mr. Niebla (1), Volador, Jr. et El Felino (1), Lucifierno et Mephisto (1)

- Promo Azteca
  - 1 fois Aztecas Middleweight Championship